# Ati (Tchad)
Ati er en by i Tchad, hovedbyen i regionen Batha. Byen ligger 447 km øst for hovedstaden N'Djamena. Byen har en befolkning på 17.727 indbyggere (1993).